# Halichondrida
Галіхондри (Halichondrida) — ряд губок класу звичайні губки (Demospongiae).

## Загальна інформація
Галіхондри характерні для морських вод.

## Класифікація
Включає 6 родин:
- Родина Axinellidae
- Родина Bubaridae
- Родина Dictyonellidae
- Родина Halichondriidae
- Родина Heteroxyidae
- Родина Scopalinidae

Колишні таксони:
- Родина Desmoxyidae прийнята як Heteroxyidae
- Родина Hymeniacidonidae прийнята як Halichondriidae
- Родина Phakellidae прийнята як Axinellidae